# Lea Henry
Ludi « Lea » Henry, née le 22 novembre 1961 à Colquitt, en Géorgie, est une ancienne joueuse américaine de basket-ball. Elle évoluait au poste d'arrière.

## Palmarès
- Championne olympique 1984